# 火星旅行 (1921年の映画)
『火星旅行』（かせいりょこう、独: Ein Tag auf dem Mars）とは、1921年に公開されたドイツのSFコメディ映画。監督はハインツ・シャール。出演はリリー・フロール、ヘルマン・ピヒャ、ゲルハルト・リッターバント。1921年2月20日にベルリンでプレミア上映された。

## キャスト
- 女優/火星の女王：リリー・フロール
- 天文学者：ヘルマン・ピヒャ（ドイツ語版）
- 助手：ゲルハルト・リッターバント